# Wonderbook

Logo del software

Wonderbook è un software di realtà aumentata sviluppato dalla SCE London Studio per la console PlayStation 3.
Esso consente al videogiocatore di vedere delle storie, attraverso un oggetto fisico dalla forma di un libro che riporta delle immagini codificate in modo analogo ad un QRcode e per un totale di 12 pagine, facendo un'azione simile al gioco The Eye of Judgment, che viene ripreso dalla PlayStation Eye per poi essere riportato a schermo tramite una rielaborazione della PlayStation 3, che imprime degli oggetti, filmati ed altro sulle pagine, rispettandone posizione, inclinazione e rotazione.

## Storia
La Sony ha annunciato l'uscita della periferica durante una conferenza stampa tenuta durante l'Electronic Entertainment Expo 2012. Contestualmente, è stato annunciato il primo titolo compatibile con Wonderbook, cioè Il libro degli incantesimi, basato sull'universo di Harry Potter inventato da J. K. Rowling. Il Wonderbook è compatibile anche con le altre periferiche Sony PlayStation Move e PlayStation Eye. Lo slogan di lancio del prodotto è "One book, a thousand stories" ("Un libro, mille storie").

## Videogiochi compatibili
- Il libro degli incantesimi (Book of Spells) (2012)
- Diggs l'investigatarlo (Diggs NightCrawler) (2013)
- A spasso con i dinosauri (Walking with Dinosaurs) (2013)
- Il libro delle pozioni (Book of Potions) (2013)